# Cyrille Guimard
Cyrille Guimard (ur. 20 stycznia 1947 w Bouguenais) – francuski kolarz szosowy, torowy i przełajowy, dwukrotny medalista szosowych mistrzostw świata.

## Kariera
Pierwszy sukces w karierze Cyrille Guimard osiągnął w 1971 roku, kiedy zdobył brązowy medal w wyścigu ze startu wspólnego podczas szosowych mistrzostw świata w Mendrisio. W zawodach tych wyprzedzili go jedynie Belg Eddy Merckx oraz Włoch Felice Gimondi. Wynik ten Francuz powtórzył na rozgrywanych rok później mistrzostwach świata w Gap. Tym razem lepsi okazali się dwaj Włosi: Marino Basso oraz Franco Bitossi. Ponadto wygrywał między innymi wyścig Genewa-Nicea w latach 1968 i 1969, Boucles de l'Aulne, Paryż-Bourges i Tour de Picardie w 1972 roku oraz GP Ouest-France w 1975 roku. Kilkakrotnie startował w Tour de France, wygrywając łącznie siedem etapów. Najlepszy wynik osiągnął w 1971 roku, kiedy był siódmy w klasyfikacji generalnej oraz drugi w klasyfikacji punktowej. W tym samym roku wystartował w Vuelta a Espana, wygrywając dwa etapy. W klasyfikacji generalnej był dwunasty, a w klasyfikacjach kombinowanej oraz punktowej był najlepszy. Nigdy nie wystąpił na igrzyskach olimpijskich. Był też mistrzem Francji w kolarstwie torowym w 1970 roku oraz w kolarstwie przełajowym sześć lat później. W 1976 roku zakończył karierę.